# 룩셈부르크 그랑프리

룩셈부르크 그랑프리(영어: Luxembourg Grand Prix)는 룩셈부르크의 F1 경주이다.